# Stichopogon maroccanus
Stichopogon maroccanus là một loài ruồi trong họ Asilidae. Stichopogon maroccanus được Becker miêu tả năm 1913.